# Henri Moerenhout
Henri Moerenhout (Overijse, 14 februari 1893 - Dilbeek, 2 juli 1987) was een Belgisch wielrenner en veldrijder.

## Carrière
Moerenhout was actief als beroepsrennen tijdens de jaren 1913 en 1919-'26. In 1913 en 1926 werd hij Belgisch kampioen bij de beroepsrenners en in 1925 won hij de tweede editie van het Internationaal Veldritcriterium, de voorloper van het huidig wereldkampioenschap veldrijden. Daarnaast werd hij in 1923 tweede op het BK. Als wegrenner won hij in 1919 de allereerste editie van de Ronde van Limburg.